# Flata

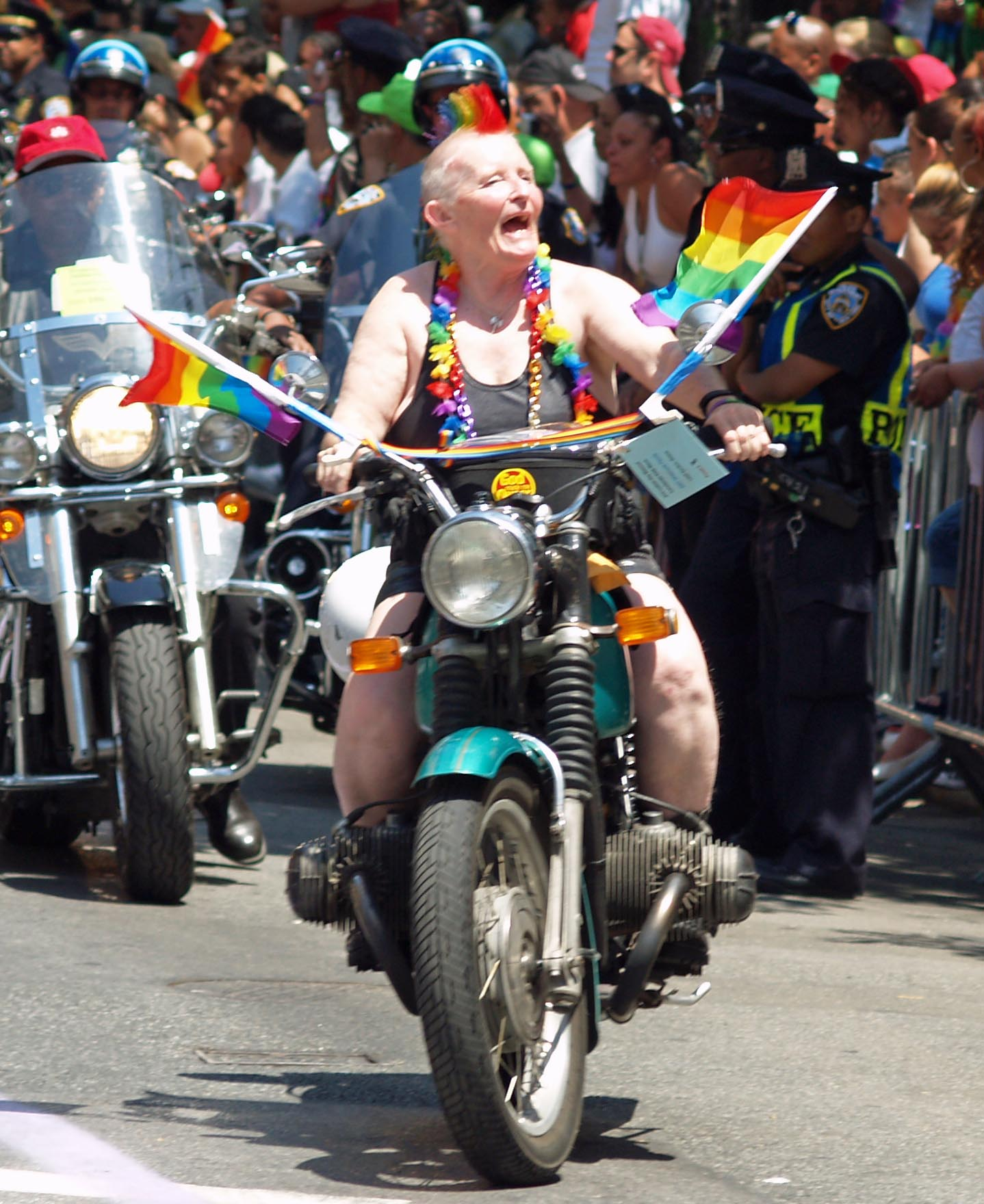
Fotografiet är taget under 2007 års prideparad i New York.

Flata, av 'flat' i betydelsen 'platt', är ett potentiellt nedsättande ord för en homosexuell kvinna, beroende på sammanhang. På senare tid har ordet, likt bög, blivit accepterat som en vardaglig benämning. Flata började mer allmänt användas i denna betydelse i svenska språket under början av 1990-talet.